# Korfbalvereniging TOP (Sassenheim)
Korfbalvereniging TOP, beter bekend als TOP Sassenheim, is een Nederlandse korfbalvereniging uit Sassenheim. TOP staat voor Tot Ons Plezier.
Van 2008 t/m 2022 speelde het eerste team in de zaalcompetitie in de Korfbal League. In deze periode won de ploeg 5 zaaltitels. In dezelfde periode won de ploeg ook de Europese zaaltitels.
Sinds 2009 speelt het team in de veldcompetitie ook in de hoogste klasse, de Ereklasse. In 2011 en 2015 won de ploeg de Nederlandse veldtitel. Door deze 7 Nederlandse titels is de ploeg een van de meest succesvolle ploegen van Nederland geworden.

## Geschiedenis
TOP werd in 1928 opgericht en in 1973 werd de club lid van het Koninklijk Nederlands Korfbalverbond (KNKV). Was het daarvoor nog een kleine vereniging, vanaf dat moment groeide de vereniging uit tot wat het nu is. Het korfballende ledenaantal schommelt rond de 500.
Naast het ledenaantal groeiden ook de prestaties. In 1976 werd het hoogste juniorenteam tweede bij de Nederlandse kampioenschappen en in 1979 presteerde het hoogste aspirantenteam hetzelfde. De seniorenselectie, het vlaggenschip van TOP, is erin geslaagd zich in de hoogste klassen van Nederland te vestigen. Daarnaast spelen vrijwel alle selectieteams op het hoogste niveau in hun leeftijdsklassen. Korfbal wordt verder op alle niveaus gespeeld: ongeveer 40 teams zijn elke zaterdag met hun sport bezig.
In 1997 verhuisde TOP naar het sportcomplex de Wasbeek aan de Sportdreef. Er zijn drie kunstgrasvelden met verlichting en acht tennisbanen. Daarnaast zijn er twee jeu-de-boulesbanen aangelegd. In 2009 werd het complex uitgebreid met sporthal De Korf.
In 2008 ging de club een naamverbintenis aan en heette de club TOP/Wereldtickets.nl. Vanaf 2013 kwam er een nieuwe naamsponsor en heette de club TOP/Justlease.nl. In 2015 werd dit veranderd in TOP/Quoratio tot en met seizoen 2016-2017. Sinds seizoen 2017-2018 is de hoofdsponsor Solar Compleet en is de naam van de vereniging veranderd in TOP/SolarCompleet. Voor seizoen 2020-2021 werd LITTA de nieuwe hoofdsponsor, waardoor de clubnaam werd veranderd in TOP/LITTA. Per seizoen 2022-2023 is de hoofdsponsor IAA Fresh. Vanaf seizoen 2025-2026 wordt hondenvoeronline.nl de hoofdsponsor van TOP. 

## Bekende oud-spelers
- Wim Scholtmeijer
- Daniël Harmzen
- Bregtje van Drongelen
- Leon Braunstahl
- Mick Snel
- Jet Hendriks
- Celeste Split
- Barbara Brouwer
- Frank Mostard
- Nick Pikaar

## Erelijst
- Nederlands kampioen zaalkorfbal, 5x (2011, 2014, 2016, 2017, 2018)
- Nederlands kampioen veldkorfbal, 2x (2011 en 2015)
- Europa Cup kampioen zaalkorfbal, 5x (2012, 2015, 2017, 2018, 2019)
- Supercup kampioen veldkorfbal, 1x (2015)